# Belgern-Schildau
Belgern-Schildau é um município da Alemanha, situado no distrito da Saxônia do Norte, no estado da Saxônia. Tem 158,3 km² de área, e sua população em 2019 foi estimada em 7.719 habitantes.